# Быков, Валерий Алексеевич
Вале́рий Алексе́евич Бы́ков (род. 19 декабря 1938 года, г. Куйбышев) — советский партийный и государственный деятель, министр, а также советский и российский учёный и в области биотехнологии растений, биомедицинской технологии и создания фитопрепаратов. Академик РАН (2013), РАМН (1997) и РАСХН (2005), доктор технических наук (1989), профессор (1991). Министр медицинской промышленности СССР (1985—1991), член ЦРК КПСС (1986—1990)

## Биография
В 1961 году окончил Куйбышевский индустриальный институт им. В. В. Куйбышева по специальности инженер-механик по машинам и аппаратам химических производств.
- 1961—1964 — ассистент кафедры «Машины и аппараты химических производств» альма-матер.
- 1964—1967 — механик установки Киришского НПЗ, Ленинградская область.
- 1967—1968 — инспектор химического отдела Северо-Западного округа Госгортехнадзора СССР, г. Кириши.
- 1968—1971 — заместитель главного механика Киришского НПЗ.
- 1971—1976 — директор Киришского биохимического завода.
- 1976—1979 — первый секретарь Киришского горкома КПСС. В 1979 году защитил кандидатскую диссертацию «Интенсификация процесса получения белково-витаминного концентрата на углеводородах нефти».
- 1979—1985 — заведующий сектором микробиологической промышленности Отдела химической промышленности ЦК КПСС.
- 1985 — начальник Главного управления микробиологической промышленности при Совмине СССР.
- 1985—1989 — министр медицинской и микробиологической промышленности СССР. В 1989 году защитил докторскую диссертацию в форме научного доклада на тему «Разработка безотходной технологии углеводных и белковых компонентов кормов на основе гидролиза и биоконверсии целлюлозного сырья».
- 1989—1991 — министр медицинской промышленности СССР.
- 1991—2013 — директор НПО (ныне ФГБНУ) «ВИЛАР» (Всероссийский научно-исследовательский институт лекарственных и ароматических растений) и руководитель научно-исследовательского и учебно-методического центра биомедицинских технологий ВИЛАР.
- Одновременно заведовал кафедрой биотехнологии лекарственных средств 1-го Московского медицинского института им. И. М. Сеченова (1990—1997), а также заведовал кафедрой общей фармацевтической и биомедицинской технологии Российского университета Дружбы народов (с 1995 года).
- С 2013 года — главный научный сотрудник ФГБНУ «Всероссийский научно-исследовательский институт лекарственных и ароматических растений» («ВИЛАР»).[1]

Основное направление научных работ — теоретическое обоснование и разработка основ биомедицинской технологии. В настоящее время активно работает в области метаболомики, нанобиомедтехнологий, репродукции тканей и биопродуцирования, сохранения биоструктур, а также создания биотест-систем.
Являлся главным редактором научно-практического журнала «Вопросы биологической, медицинской и фармацевтической химии» ФГБНУ ВИЛАР (до 2018 года).

## Награды и отличия
- орден Трудового Красного Знамени (1976)
- Орден Дружбы (2005)[2]
- Заслуженный деятель науки Российской Федерации (1998)[3]
- Премия Правительства РФ[1]
- Почётный работник высшего профессионального образования России (1998)
- Почётный доктор Воронежского государственного университета